# گفتمان
گفتمان، (به انگلیسی: Discourse) اصطلاحی است که در زمینه‌ها و رشته‌های گوناگونی چون فلسفه، جامعه‌شناسی، انسان‌شناسی و زبان‌شناسی به‌طور گسترده به کار برده شده است و فیلسوفان و نظریه‌پردازان مختلف دربارهٔ دامنه، مفهوم، نقش و کارکرد آن، نظریه‌هایی گوناگون، و تا حدی متفاوت مطرح کرده‌اند و دربارهٔ آن دیدگاه‌های گوناگونی داشته‌اند.

## تعریف
گُفتمان در زمینه‌های مختلف، تعاریف متفاوتی دارد.
در یکی از تعاریف آن، گُفتمان به معنای مجموعه یا دستگاهی بینشی است که از راه واژگان و گفتارهای نهادینه شده، بر ذهنیت‌ها اثر می‌گذارد و گاه حتی بر آگاهی یک دوران تاریخی نیز سایه می‌اندازد؛ بی‌آنکه کاربران همواره بر این ذهنیت و خصلت خاص تاریخی آن خودآگاه باشند.
در تعریفی دیگر، گفتمان به معنی پرداختن مفصل و جزءبه‌جزء یک موضوع، در قالب نوشتن یا گفتن است. به بیانی دیگر، به‌کاربردن زبان در گفتار و نوشتار، بهر پدیدآوردن معنا و مفهوم. گفتمان با جنبهٔ فاعلی یک چهارچوب زبانی سروکار دارد، که طی آن فاعل خبر یا روایتگر، با گذر از واژه‌های یک زبان و ارتباطات میانشان، می‌تواند به صورت آگاهانه یا ناآگاهانه، با اثرگذاری بر ساختار زبان، کنترل آن را در دست خویش گیرد و در جهت آنچه خود می‌پسندد و بدان گرایش دارد، به پیش بَرَد.

## نظریهٔ اجتماعی[۳]
به‌طور کلی در علوم انسانی و علوم اجتماعی، گفتمان یک روش صوری تفکر را توصیف می‌کند که به واسطهٔ زبان ابراز وجود می‌کند.
گفتمان یک مرز اجتماعی است که مشخص می‌کند چه گزاره‌هایی می‌توانند در مورد یک موضوع گفته شوند. بسیاری از تعاریف گفتمان عمدتاً از آثار فیلسوف فرانسوی میشل فوکو گرفته شده‌اند.
در جامعه‌شناسی، گفتمان به‌عنوان «هر عملی (که در طیف گسترده‌ای از اشکال یافت می‌شود) که توسط آن افراد واقعیت را با معنا آمیخته‌اند» تعریف شده است.
علوم سیاسی گفتمان را نزدیک به سیاست و سیاست‌گذاری می‌داند.
به همین ترتیب، نظریه‌های مختلفی در مکاتب مختلف گفتمان را مرتبط با قدرت و دولت می‌دانند، تا آن‌جا که کنترل گفتمان‌ها به‌عنوان مهار واقعیت درک می‌شود (به‌عنوان مثال اگر کشوری رسانه‌ها را کنترل کند، «حقیقت» را کنترل کرده است. در اصل، گفتمان‌ها گریزناپذیرند، زیرا هرگونه استفاده از زبان بر دیدگاه‌های فردی تأثیر خواهد گذاشت. به عبارت دیگر، گفتمان انتخاب شده واژگان، اصطلاحات و، شاید حتی سبکی که برای برقراری ارتباط لازم است، را فراهم می‌کند.
به‌عنوان مثال، می‌توان از دو گفتمان مشخص در توصیف چریک‌ها استفاده کرد: توصیف آن‌ها در قامت «مبارزان آزادی»، یا «تروریست‌ها». هر کدام از این تعاریف نتایج معنایی خاص خود را دارند.
در روان‌شناسی، گفتمان‌ها در ژانرها و متاژانرهای مختلف بلاغی گنجانده شده‌اند تا به آن‌ها امکان دهند دربارهٔ خود زبان صحبت کنند.

## پیشینه
اصطلاح گفتمان (Discourse) از دههٔ شصت میلادی در علوم انسانی، هنر و ادبیات کاربرد وسیعی پیدا کرد.
تا پایان سدهٔ نوزدهم گفتمان به معنای نظام ارائهٔ بحث در مورد مسئله‌ای خاص به کار می‌رفت و محدودهٔ آن تقریباً منحصر به نوشتار بود و تاحدودی به شیوهٔ بیان مربوط می‌شد.
در زبان‌شناسی جدید، پس از فردینان دو سوسور گفتمان به معنای کاربرد فردی زبان یا فعلیت یافتن زبان به کار رفت.
امروزه در زبان‌شناسی انگلوساکسون از گفتمان به‌عنوان «زمینهٔ معنایی بحث» یاد می‌کنند.
نویسندگان مکتب تحلیل گفتمان، برای اصلی اعتبار قائل شده‌اند و آن اصل نهایی و زنده‌ای است که در هر ارتباط گفتاری و نوشتاری وجود دارد و به جمله‌ها معنا می‌بخشد. این اصل که هم به عناصر غیرزبانی (دنیای رخدادها و کنش‌ها) و هم به قواعد و قوانین زبان مربوط می‌شود، گفتمان خوانده می‌شود.
گفتمان در کارهای میخائیل باختین و پیروانش معنایی فرازبانی دارد. باختین تحلیل زبان‌شناسانهٔ مستقل از واقعیت‌های عملی و اجتماعی را نادرست می‌داند. به گمان باختین و هم‌فکرانش، زمینهٔ اجتماعی بخش جدایی‌ناپذیر از هر ارتباط کلامی است و معنای گزاره‌ها از راه فهم گفتمان، یعنی ادراک موقعیت گوینده، افق دلالت‌های معنایی و ارزشی که گوینده در آن جای دارد و شکل‌گیری تاریخی خود زبان قابل درک است.
میشل فوکو محدودهٔ گفتمان را حتی از این هم بسیار فراتر می‌برد. به نظر فوکو گفتمان نقطه تلاقی و محل گردهمایی قدرت و دانش است. هر رشته خاص از دانش در هر دوره خاص تاریخی، مجموعه‌ای از قواعد و قانون‌های ایجابی و سلبی را دارد که معین می‌کند دربارهٔ چه چیزهایی می‌توان بحث کرد و دربارهٔ چه چیزهایی نمی‌توان وارد بحث شد. همین قواعد و قانون‌های نانوشته - که در عین حال بر هر گفتار و نوشتاری حاکمند - گفتمان آن رشته خاص در آن دوره تاریخی خاص هستند.

## ریشه‌شناسی
واژهٔ «گفتمان» به عنوان برابرنهادهٔ واژهٔ discourse، توسط داریوش آشوری برساخته شده است. وی برای نخستین بار این همسنگ را در مقالهٔ «نظریهٔ غرب‌زدگی و بحران تفکر در ایران» در نشریهٔ ایران‌نامه به کار برد و به جامعهٔ فرهنگی پارسی‌گو شناساند. پیش از برساخته‌شدن و رواج واژهٔ «گفتمان»، واژهٔ فرنگی discourse به همسنگ‌های دیگری همچون: «گفتار»، «سخن»، «وعظ و خطابه»، «درس و بحث»، «مقال»، «سخنرانی»، «مراوده»، «مکالمه» و «نطق»، در زمینه‌ها و رشته‌های مختلف، و توسط مترجمان گوناگون، به فارسی برگردانده می‌شد.

## در زبان‌شناسی
معمولاً در زبان‌شناسی، به واحد زبانی بزرگ‌تر از جمله، کلام یا گفتمان می‌گویند. البته در مورد تعریف کلام بین زبان‌شناسان قدیم یعنی نحویون و حتی در زبان‌شناسی جدید اختلاف نظر وجود دارد.
تعاریف مختلف کلام عبارتند از:
- به هر گفتاری می‌توان کلام گفت چه بامعنی باشد و چه بی‌معنی (مثلاً اسب و نیز برعکس آن بسا هردو کلام هستند).
- هرگاه گفتاری بامعنی باشد به آن می‌توان کلام گفت.
- هرگاه گفتاری دارای حداقل یک مُسند و مُسندالیه باشد می‌توان به آن کلام گفت.
- هرگاه گفتاری چنان باشد که سکوت کردن بر آن صحیح باشد، می‌توان به آن کلام گفت.[۵]
- کلام در معنای دیگر زبان‌شناسی، واحد پیام نامیده می‌شود و هر کلام دارای دو نوع معناست:
  - معنای منطقی (Propositional Meaning): که عبارت است از معنای اسمی و زیربنایی کلام که توسط واژه‌ها و ساختمان دستوری موجود در آن انتقال می‌یابد.
  - معنای اجرایی (Illucutionary Meaning): که عبارت است از منظور و هدف عمدهٔ متکلم از ادای کلام. معنای اجرایی یک‌کلام هیچ ارتباطی با ساختار دستوری جملهٔ مربوط ندارد.